# Třída Lewis and Clark
Třída Lewis and Clark je třída zásobovacích lodí pomocných sil Amerického námořnictva. Jsou schopny zásobovat jiné lodě na otevřeném moři jídlem, palivem, municí či náhradními díly. Ve službě nahrazují muniční lodě třídy Kilauea a zásobovací lodě třídy Mars. Plánována je stavba 14 jednotek. Celá třída má být hotova do roku 2014.

## Stavba
Kontrakt na stavbu čtrnácti jednotek této třídy, v celkové hodnotě 3,7 miliardy dolarů, byl roku 2001 zadán loděnici National Steel and Shipbuilding Company (NASSCO). Ta je součástí koncernu General Dynamics a plavidla postavila ve své loděnici v San Diegu. V letech 2006-2012 bylo do služby zařazeno všech plánovaných 14 jednotek.
Jednotky třídy Lewis and Clark:
| Jméno                               | Založení kýlu | Spuštěna | Vstup do služby   | Status  |
| ----------------------------------- | ------------- | -------- | ----------------- | ------- |
| USNS Lewis and Clark (T-AKE-1)      | 2004          | 2005     | 20. června 2006   | aktivní |
| USNS Sacagawea (T-AKE-2)            | 2005          | 2006     | 27. února 2007    | aktivní |
| USNS Alan Shepard (T-AKE-3)         | 2006          | 2006     | 26. června 2007   | aktivní |
| USNS Richard E. Byrd (T-AKE-4)      | 2006          | 2007     | 8. ledna 2008     | aktivní |
| USNS Robert E. Peary (T-AKE-5)      | 2006          | 2007     | 5. června 2008    | aktivní |
| USNS Amelia Earhart (T-AKE-6)       | 2007          | 2008     | 30. října 2008    | aktivní |
| USNS Carl Brashear (T-AKE-7)        | 2007          | 2008     | 4. března 2009    | aktivní |
| USNS Wally Schirra (T-AKE-8)        | 2008          | 2009     | 1. září 2009      | aktivní |
| USNS Matthew Perry (T-AKE-9)        | 2008          | 2009     | 24. února 2010    | aktivní |
| USNS Charles Drew (T-AKE-10)        | 2009          | 2010     | 14. července 2010 | aktivní |
| USNS Washington Chambers (T-AKE-11) | 2009          | 2010     | 23. února 2011    | aktivní |
| USNS William McLean (T-AKE-12)      | 2010          | 2011     | 29. září 2011     | aktivní |
| USNS Medgar Evers (T-AKE-13)        | 2010          | 2011     | 24. dubna 2012    | aktivní |
| USNS Cesar Chavez (T-AKE-14)        | 2011          | 2012     | 24. října 2012    | aktivní |

## Konstrukce

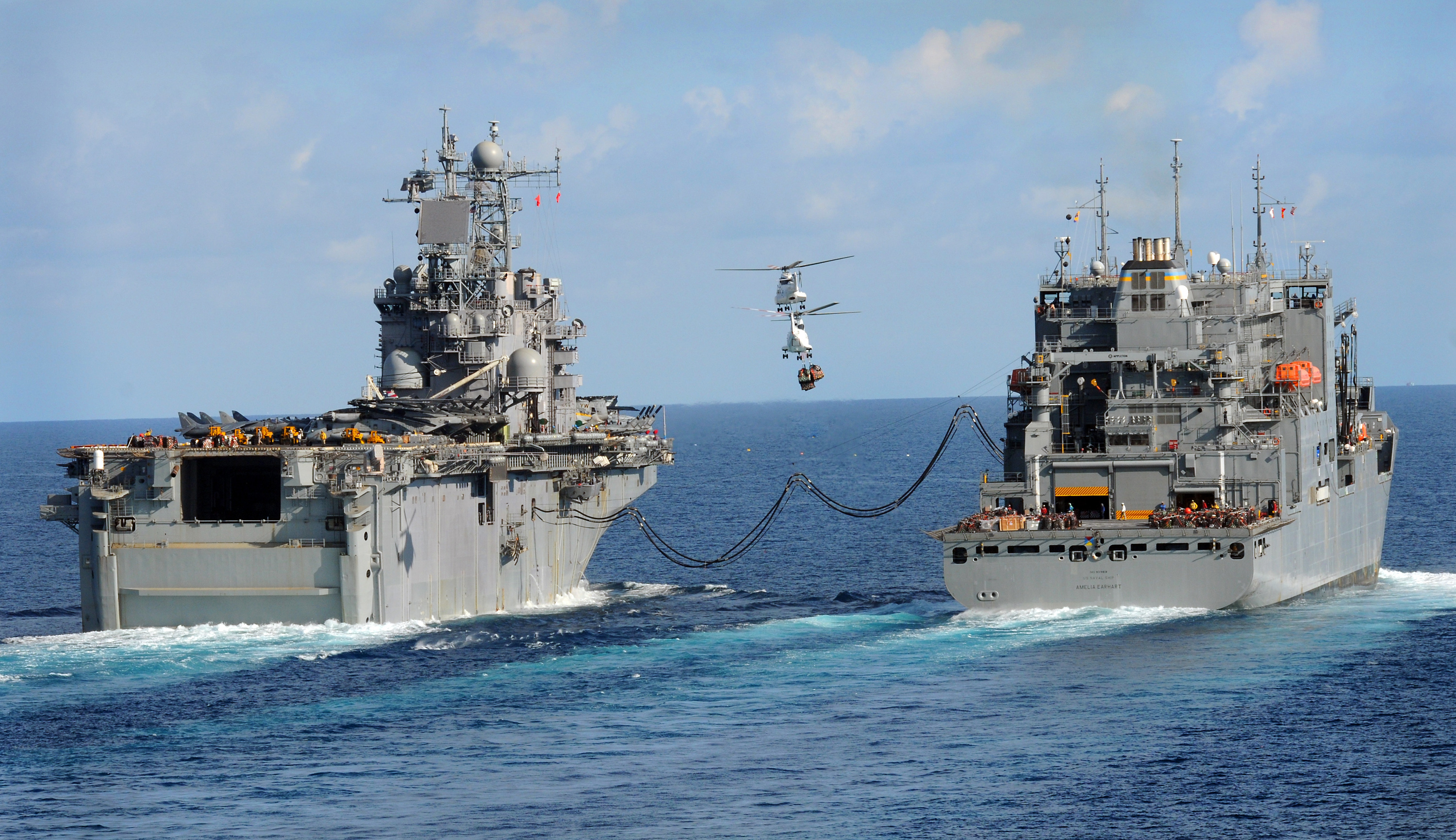
USNS Amelia Earhart zásobuje výsadkovou loď USS Peleliu

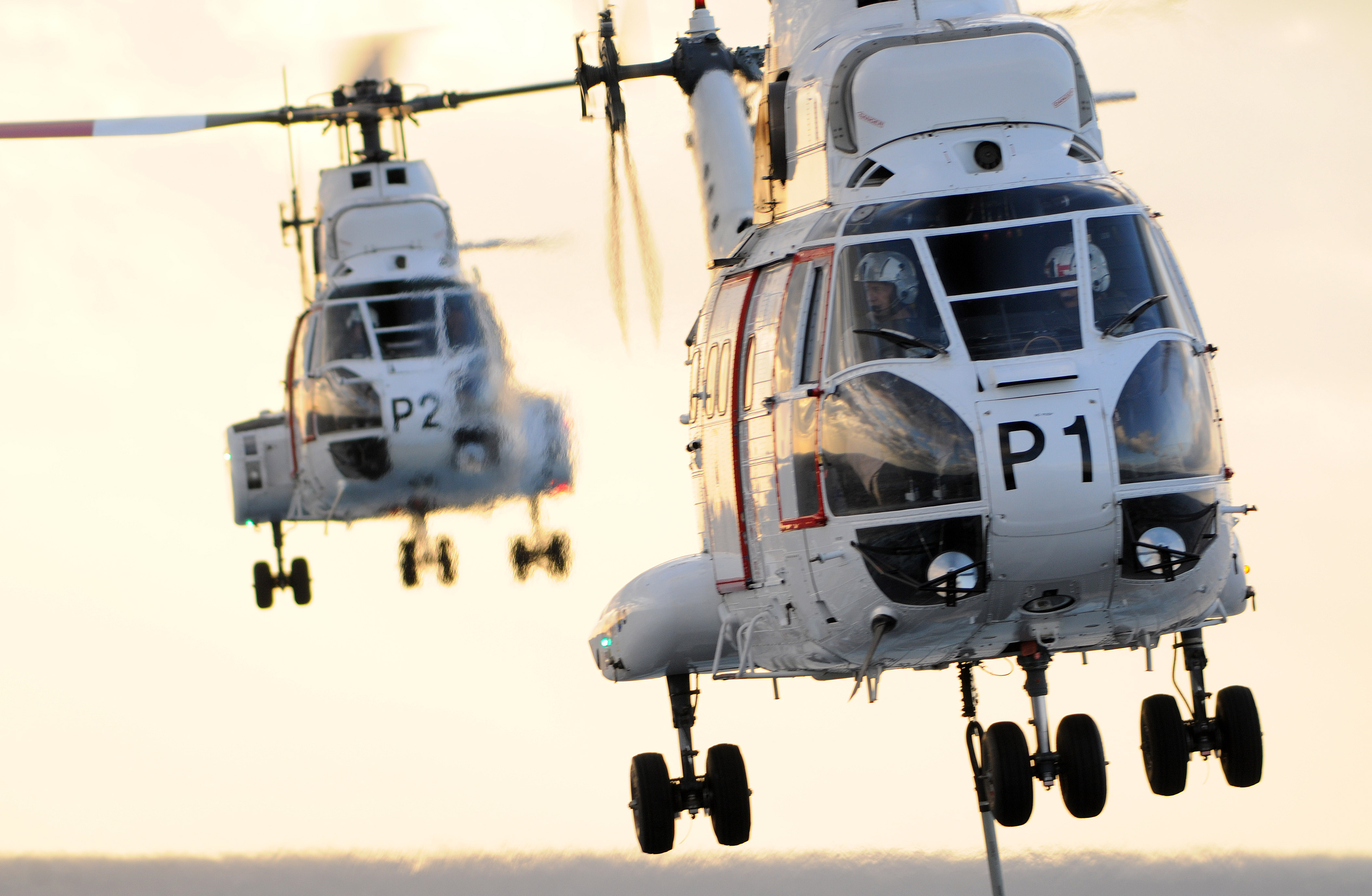
Dvojice palubních vrtulníků SA-330J Puma z USNS Amelia Earhart při přepravě munice na letadlovou loď USS George Washington

Pro snížení celkových nákladů jsou plavidla zkonstruována dle komerčních standardů. Kapacita plavidla činí 6675 tun nákladu, 200 tun vody a 3242 tun paliva. Pro manipulaci s nákladem se na hlavní palubě nachází čtyři jeřáby o nosnosti 5 tun. Plavidlo má na každém boku tři stanice pro překládku zásob a jednu pro čerpání paliva. Najednou z těchto stanic může zásobovat pět okolních lodí, přičemž šesté plavidlo lze zásobovat pomocí vrtulníků. Dva vrtulníky jsou uskladněny v hangáru na zádi. Pohonný systém tvoří čtyři dieselové generátory Man B&W 9l a 8l. Lodní šroub je jeden. Nejvyšší rychlost dosahuje 20 uzlů.